# Eiler Ditlev von Lowzow
Eiler Ditlev von Lowzow (11. juni 1711 i nærheden af Frederiksstad – 23. september 1785 i København) var en dansk-norsk officer.
Han var søn af major ved Det norske gevorbne infanteriregiment Christopher Frederik von Lowzow (der var født på godset Rentzow i Mecklenburg, og som 6 år gammel kom til Danmark 1695 med den mecklenburgske prinsesse Louise, der blev kong Frederik IV's dronning) og Engel Maria (168?-1758), datter af overhofmester A.C. von Storm. Hun blev senere gift med konferensråd Jonas Lihme (1679-1760). 
Lowzow blev gift 31. august 1741 med Hedevig Ulrikke, datter af oberst A.W. von Pfuell. Hun var født på Reibnitz i Pommern og døde på Aker i Vang på Hedemarken 22. maj 1790). De havde 7 døtre og 2 sønner, bl.a. Adam Gottlob og Christopher Frederik Peter Theodor von Lowzow.
Han blev 16 år gammel ansat som gefreider ved Nørrejydske nationale infanteriregiment 6. maj 1727, blev underofficer 10. april 1730, fænrik 12. marts 1733, løjtnant ved samme regiment 16. marts 1734, kaptajn 3. december 1736, sekondmajor 20. december 1745, fik oberstløjtnants karakter 28. februar 1756, blev forsat til oberstløjtnant ved Møenske infanteriregiment omtrent 1764, fik obersts karakter 11. juni 1766 og var chef for 1ste eller østre Oplandske infanteriregiment fra 24. september 1768 til sin død. Han blev generalmajor 21. oktober 1774 og naturaliseredes fra mecklenburgsk til dansk adel 30. juli 1777.